# Loro-Parque-Stiftung
Die Loro-Parque-Stiftung (Loro Parque Fundación, LPF) ist eine nichtstaatliche, gemeinnützige Organisation, die 1994 beim Ministerium für Erziehung und Wissenschaft in Spanien registriert wurde. Die Stiftung engagiert sich weltweit im Tier- und Artenschutz, der Bildung und Forschung um die Erhaltung bedrohter Papageien und Meeressäuger sowie ihrer Lebensräume zu fördern. Ihr Hauptsitz befindet sich im Loro Parque in Puerto de la Cruz auf Teneriffa.

## Geschichte
Gegründet wurde die Stiftung von Wolfgang Kiessling, dem Gründer des Loro Parque, der auch bis Ende 2016 deren Präsident war. Sein erster Beitrag bestand in der Übertragung des Eigentums der Papageien-Sammlung an die LPF.
2017 erfolgte der Generationenwechsel im Präsidium. Wolfgang Kiessling übergab die Führung der Stiftung an seinen Sohn Christoph Kiessling.

## Organisation
1995 wurden die Papageienschutz-, Forschungs- und Erziehungsprogramme eingeführt.
Arten- und Tierschutz:
In den Bereich Artenschutz fallen umfangreiche Förderungen von Schutzprojekten im Freiland (in-situ-Maßnahmen), aber auch die für die Genreserve unerlässliche Erhaltungszucht in der nicht öffentlichen Zuchtstation „La Vera“ (ex-situ-Maßnahmen).
Der Bereich Tierschutz wird maßgeblich für Cetacea (Wale und Delfine) vorangetrieben und entsprechende Projekte gefördert.
1996 wurde der wissenschaftliche Beirat der Stiftung gegründet, der 2018 aus Nigel Collar, Povl Jorgensen, Rosemary Low, Juan Sebastian Villalba-Macias, Roland Wirth und René Wüst. Von 1999 bis 2013 war Wolfgang Grummt im Beirat. Im September 2019 wurden Matthias Reinschmidt und Vincent Janik berufen.
Bildung:
1997 wurde ein Pilotprojekt ins Leben gerufen, in dem auf experimenteller Basis eine zukünftige Auswilderung von in Menschenobhut gezüchteter Spixaras, der seltensten Papageienart der Welt, vorbereitet wurde und inzwischen vielversprechende Ergebnisse gebracht hat. Dabei wurde auch die neue Papageienzuchtstation „La Vera“ vorgestellt. 1998 und 1999 wurden die Aktivitäten der Umwelterziehungsabteilung erheblich intensiviert. Ein Abkommen mit den Schulbehörden wurde unterzeichnet, eine Reihe von Unterrichts- und Lehrmaterialien ausgearbeitet und an alle Schulen auf den kanarischen Inseln verteilt.
Durch die Gründung der „Animal Embassy“ wurde der Bereich der Bildung im Loro Parque konzentriert. Es werden nicht nur die regulären Besucher auf die Bedrohung der Tierwelt hingewiesen, sondern ebenfalls Schulgruppen in Ökologie unterrichtet. Studenten werden regelmäßig fortgebildet. Eine eigene anfängliche Zeitschrift, nun Zeitung Cyanopsitta, informiert als hauseigenes Kommunikationsmittel.
Unregelmäßig ernennt die LPF auch Botschafter, die sich für Ziele der Stiftung einsetzen sollen. 2018 wurde Matthias Reinschmidt ernannt, zuvor u. a. bereits Frank Elstner und Hardy Krüger jr.
Forschung:
Der Schwerpunkt Forschung umfasst ebenfalls beide Bereiche, so werden z. B. wissenschaftliche Arbeiten aus Freilandprojekten, wie auch aus der Haltung und Zucht in Menschenobhut, u. a. mit der Tiermedizinischen Fakultät der Universität Giessen um Michael Lierz und dem Max-Planck-Institut für biologische Intelligenz, ehemals Max-Planck-Institut für Ornithologie mit der Verhaltensforschung der Comparative Cognition Research Group (CCRG) um Auguste von Bayern für die Wissenschaft, gefördert.

## Kongresse
1998 organisierte die LPF erstmals den Internationalen Papageienkongress (die vorigen drei Kongresse wurden vom Loro Parque organisiert) und konnte zu diesem Anlass die von ihr koordinierten Artenschutzmaßnahmen auch einem breiteren Publikum vorstellen. Alle vier Jahre kommen bis zu 850 Teilnehmer aus aller Welt in Puerto de la Cruz zu diesem Ereignis. Dieser stellt damit den größten und wichtigsten Treffpunkt dieser Szene dar.
2003 veranstalteten der Loro Parque und die Stiftung die jährliche Konferenz der Europäischen Vereinigung der Vogeltierärzte EAAV (European Association of Avian Veterinarians). Zugleich unterstützte die LPF eine Tagung des BirdLife International’s Rare Bird Club. Im gleichen Jahr veranstalteten der Loro Parque und die Stiftung den Workshop „Integration des nachhaltigen Tourismus und die Erhaltung der Fauna x-situ“ und erstellten einen Rettungsplan für den Spix-Ara.

## Mission
Die Mission der LPF ist der Erhalt von Papageien und deren Lebensräume durch Aufklärung, Forschung, verantwortliche Zucht- und lokale Artenschutzprogramme. Die Bemühungen im Artenschutz umfassen auch die Meeresumwelt.

## Budget
Das Jahresbudget für Arterhaltungsprojekte lag 2019 bei über einer Million Dollar. Das Besondere der Stiftung ist, dass der Loro Parque sämtliche Verwaltungskosten trägt und somit 100 % der Spenden direkt in die Projekte fließen. Über die letzten Jahre wurden Fördergelder in Höhe von fast 19 Millionen Dollar in 160 Projekte in 37 Länder aller fünf Kontinente eingebracht.